# Acelyphus politus
Acelyphus politus är en tvåvingeart som beskrevs av Malloch 1929. Acelyphus politus ingår i släktet Acelyphus och familjen Celyphidae.
Artens utbredningsområde är Filippinerna. Inga underarter finns listade i Catalogue of Life.